# Товарищеская улица (Москва)
Това́рищеская у́лица — улица в районе Царицыно Южного административного округа города Москвы. Проходит от Луганской улицы до Севанской улицы. Примерно посередине Товарищеской улицы справа отходит Весёлая улица. Нумерация домов ведётся от Луганской улицы.

## Происхождение названия
Название улицы носит идеологический характер, было дано улице по принятому в советское время в стране обращению «товарищ».

## Примечательные здания и сооружения
По нечётной стороне домов нет.
По чётной стороне:
- № 2а —
- № 2б —
- № 2д —
- № 6 — трёхэтажный жилой дом.

## Транспорт

### Автобус
- м82, м87, м88, м89, 814, с823, 844, с854, с869, 921, н13.

### Ближайшая станция метро
- Метро «Царицыно».

### Железнодорожный транспорт
- Станция Царицыно МЦД-2 к югу от улицы в пешей доступности.